# Tschondon
Der Tschondon (russisch Чондон; jakutisch Чондоон, Tschondoon) ist ein 606 km langer Zufluss der Laptewsee in der Republik Sacha (Jakutien) in Russland.
Der Tschondon entspringt an der Südwestflanke des Selennjachgebirges (Selennjachski chrebet), eines der mittelgebirgigen nördlichen Ausläufer des Tscherskigebirges, knapp 100 km Luftlinie nordwestlich der Bergbausiedlung Deputatski. Er fließt zunächst nördlich des Irgitschangebirges (Irgitschinski chrebet) in westlicher Richtung, dann östlich am Kuigagebirge (Kuiginski chrebet) vorbei nach Norden. Nachdem er das Jana-Indigirka-Tiefland erreicht hat, wendet sich der Fluss nach Nordosten, dann wieder nach Norden. Er durchfließt stark mäandrierend das Tiefland bis zu seiner Mündung in den Tschondonbusen, einen Teil des nach der weiter westlich mündenden Jana benannten Janabusens am Südostrand der Laptewsee. Der Tschondon bildet ein ausgedehntes Mündungsdelta, das mit dem der Jana eine Einheit bildet: der linke Tschondon-Arm Sassyr ist mit dem äußersten rechten Jana-Arm Maly Samandon verbunden.
Das Einzugsgebiet des Tschondon umfasst 18.900 km². Die bedeutendsten Nebenflüsse sind der Buor-Jurjach (Länge 170 km) von links sowie Ygannja (142 km), Kyra-Ygannja (98 km), Dodomo (104 km) und Nutschtscha (243 km) von rechts.
Der Tschondon durchfließt auf seiner gesamten Länge den sehr dünn besiedelten Ulus Ust-Jansk. Einzige Ortschaft am Fluss ist das Dorf Tumat am unteren Mittellauf. Ein Teil des Flusses ab Tumat in Richtung Mündung sowie mehrere linke Flussarme und die rechten Jana-Mündungsarme Samandon und Maly Samandon stellen eine zusammen 341 km lange Binnenwasserstraße dar. Dem linken Ufer des Flussoberlauf folgt auf etwa 50 km die Straße zwischen Ust-Kuiga, Dorf und Anlegestelle an der Jana, und Deputatski.